# 富士信時
富士信時（ふじ のぶとき、生年不詳 - 正徳5年6月18日（1715年7月18日））は、江戸時代の富士山本宮浅間大社の富士大宮司で、富士氏当主。

## 略歴
始め兵部少輔を称し、後に後市正と称した。信時が富士大宮司在任中、公文・案主・別当らと争論が生じた。しかし寺社奉行所の裁定では信時の主張は認められず、また四家合議制（富士大宮司・公文・案主・別当の四家）を取るべきであると定められた。これらは天和3年（1683年）の『幕府裁許状』に記されている。この四家合議制を定めた幕府の裁定は大きな影響を与え、公文・案主といった神職の台頭の契機となった。
しかし富士大宮司職を嫡男の信安に譲った後も公文・案主らとの争論は収まらず、信時は提燈や幕に棕櫚の丸（富士氏の家紋）を附すことや、棕櫚の丸は古来より富士大宮司のみが用いていたということを訴えた。しかしこれらの訴えも寺社奉行に退けられ、社中の事に関与することが制限されることとなった。子に嫡男信安、他に五女がいる。従五位以下。戒名は浄安院殿実録良休大居士。